# جنی هسلکویست
جنی هسلکویست (انگلیسی: Jenny Hasselquist; ۳۱ ژوئیهٔ ۱۸۹۴ – ۸ ژوئن ۱۹۷۸) بالرین، هنرپیشه اهل سوئد بود.
از فیلم‌ها یا برنامه‌های تلویزیونی که وی در آن نقش داشته‌است می‌توان به حماسه یوستا برلینگ اشاره کرد.